# Atypophthalmus egressus
Atypophthalmus egressus là một loài ruồi trong họ Limoniidae. Chúng phân bố ở miền Cổ bắc.